# Бёслер, Мартина
Мартина Бёслер (нем. Martina Boesler; род. 18 июня 1957, Берлин), в замужестве Кирхнер и Видувильт (нем. Kirchner, Wieduwilt) — немецкая гребчиха, выступавшая за сборную ГДР по академической гребле в конце 1970-х годов. Чемпионка летних Олимпийских игр в Москве, обладательница серебряной медали чемпионата мира, победительница многих регат национального и международного значения.

## Биография
Мартина Бёслер родилась 18 июня 1957 года в Берлине. Проходила подготовку в столичном спортивном клубе «Берлин-Грюнау».
Первого серьёзного успеха на взрослом международном уровне добилась в сезоне 1979 года, когда вошла в основной состав восточногерманской национальной сборной и побывала на чемпионате мира в Бледе, откуда привезла награду серебряного достоинства, выигранную в зачёте распашных восьмёрок с рулевой — в финале их опередила сборная СССР.
Благодаря череде удачных выступлений Бёслер удостоилась права защищать честь страны на летних Олимпийских играх 1980 года в Москве — в составе команды, куда также вошли гребчихи Керстен Найссер, Кристиане Кёпке, Биргит Шюц, Габи Кюн, Илона Рихтер, Марита Зандиг, Карин Метце и рулевая Марина Вильке, заняла в женских восьмёрках первое место, завоевав тем самым золотую олимпийскую медаль. За это выдающееся достижение по итогам сезона награждена орденом «За заслуги перед Отечеством» в серебре.
Вскоре по окончании московской Олимпиады Мартина Бёслер вышла замуж за Берта Видувильта и завершила спортивную карьеру, а в 1982 и 1984 годах родила сына и дочь соответственно. В 1985 году её муж погиб в дорожно-транспортном происшествии, и впоследствии она вновь вышла замуж. Работала мастером в кинокомпании Deutsche Film AG.
Её тётя Ренате Бёслер и старшая сестра Петра Бёслер — тоже достаточно известные гребчихи.